# SMS Prinz Eugen (1912)
O SMS Prinz Eugen foi um couraçado operado pela Marinha Austro-Húngara e a terceira embarcação da Classe Tegetthoff depois do SMS Viribus Unitis e SMS Tegetthoff, sendo seguido pelo SMS Szent István. Sua construção começou em janeiro de 1912 nos estaleiros da Stabilimento Tecnico Triestino em Trieste e foi lançado ao mar em novembro do mesmo ano, sendo comissionado em julho de 1914. Era armado com uma bateria principal composta por doze canhões de 305 milímetros montados em quatro torres de artilharia triplas, possuía deslocamento carregado de mais de 21 mil toneladas e alcançava uma velocidade máxima de vinte nós (37 quilômetros por hora).
O Prinz Eugen entrou em serviço apenas dez dias depois do assassinato do arquiduque Francisco Fernando, sendo designado para integrar a 1ª Divisão de Couraçados, que tinha como base o porto de Pola. Sua primeira ação na Primeira Guerra Mundial foi em maio de 1915, quando participou do Bombardeio de Ancona, porém teve pouco o que fazer pelo restante do conflito devido à Barragem de Otranto, que bloqueou a saída das embarcações austro-húngaras do Mar Adriático. A Marinha Austro-Húngara tentou furar o bloqueio em junho de 1918 com um grande ataque no estreito, porém ele foi rapidamente abandonado depois do Szent István ter sido torpedeado e afundado.
O couraçado e seus irmãos permaneceram em Pola até o final da guerra. Em outubro de 1918, com a derrota da Áustria-Hungria cada vez mais iminente, o governo decidiu transferir boa parte de seus navios para o Estado dos Eslovenos, Croatas e Sérvios a fim de não serem tomados pelos Aliados. Entretanto, esta transferência não foi reconhecida pelo Armistício de Villa Giusti de novembro de 1918. O Prinz Eugen acabou sendo entregue para a França sob os termos do Tratado de Saint-Germain-en-Laye de 1919, sendo desarmado e usado como avo de tiro. Ele primeiro participou de testes de bombardeiro aéreo e depois foi afundado por couraçados franceses em 28 de junho de 1922.

## Características

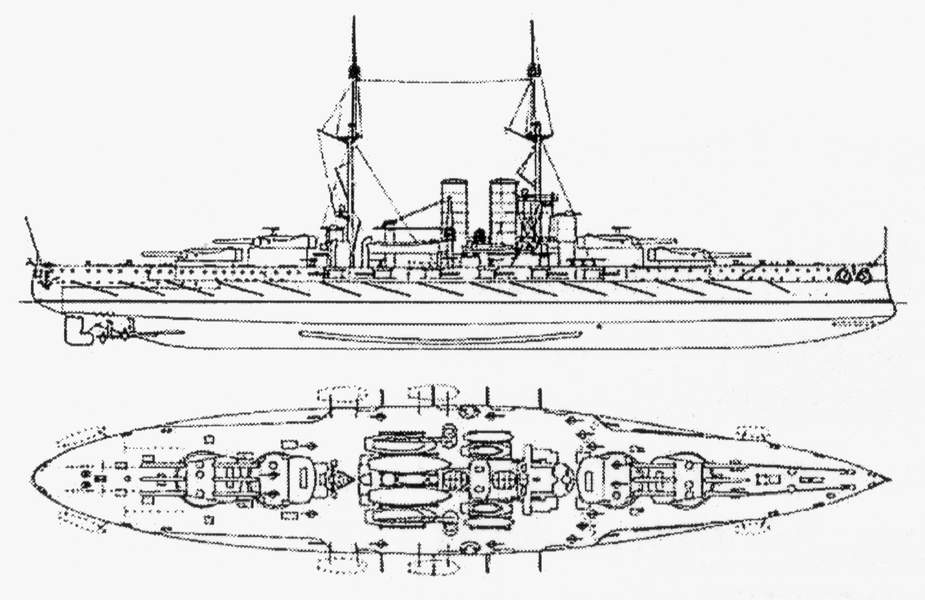
Desenho da Classe Tegetthoff

O Prinz Eugen tinha 152 metros de comprimento de fora a fora, um calado que podia chegar a 8,7 metros quando totalmente carregado e uma boca de 27,9 metros. O navio possuía um deslocamento projetado de vinte mil toneladas, porém esse valor podia chegar em até 21 670 toneladas quando totalmente carregado. Seu sistema de propulsão tinha doze caldeiras Babcock & Wilcox que impulsionavam quatro conjuntos de turbinas a vapor Parsons, que chegavam a produzir um total de 26,4 ou 27 mil cavalos-vapor (19,4 ou 19,9 quilowatts). O Prinz Eugen era capaz de alcançar uma velocidade máxima de vinte nós (37 quilômetros por hora). Ele carregava 1,8 mil toneladas de carvão e mais 267,2 toneladas de óleo combustível que era borrifado no carvão com o objetivo de aumentar sua taxa de queima, o que proporcionava um alcance de 4,2 mil milhas náuticas (7,8 mil quilômetros) a uma velocidade de dez nós (dezenove quilômetros por hora). Sua tripulação era formada por 1 087 oficiais e marinheiros.
A bateria principal do Prinz Eugen consistia em doze canhões Škoda K/10 de 305 milímetros. Estes eram montados em quatro torres de artilharia triplas, duas na proa e duas na popa, em ambos os casos com uma torre sobreposta a outra. A Classe Tegetthoff foi a primeira de navios de guerra do mundo a ser armada com torres triplas. Seus armamentos secundários tinham doze canhões Škoda K/10 de 150 milímetros montados em casamatas à meia-nau e dezoito canhões Škoda K/10 de 66 milímetros montados em armações giratórias abertas no convés superior, acima das casamatas. Também haviam outros três canhões antiaéreos de 66 milímetros montados em cima das torres de artilharia superiores. Por fim, o couraçado foi equipado com quatro tubos de torpedo submersos de 533 milímetros, uma proa, uma na popa e um de cada lado. O cinturão de blindagem tinha entre 150 milímetros de espessura nas extremidades e 280 milímetros na área central do navio, enquanto atrás do cinturão ficava uma antepara de torpedos de 25 milímetros. O convés era protegido por uma blindagem que ia desde trinta milímetros até 48 milímetros. As torres de artilharia e comando eram protegidas por blindagens iguais, que eram de 280 milímetros de espessura nas laterais de sessenta milímetros nos tetos, enquanto a blindagem das casamatas era de 180 milímetros de espessura.

## Carreira

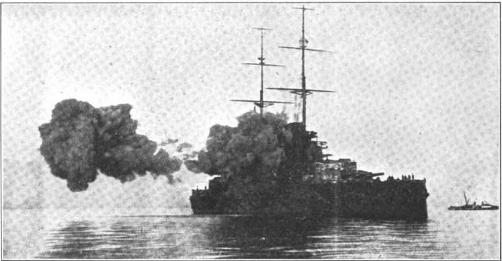
O Prinz Eugen disparando sua bateria principal durante seus testes em 1914

A construção do Prinz Eugen começou nos estaleiros da Stabilimento Tecnico Triestino em Trieste no dia 16 de janeiro de 1912, com o nome provisório de "Couraçado VI". Várias discussões ocorreram sobre qual seria o nome final da embarcação, com a decisão ficando com o imperador Francisco José I, que escolheu chamar o navio de Prinz Eugen em homenagem ao príncipe Eugênio de Saboia, um general, político e herói nacional austríaco. As obras seguiram em bom ritmo e só foram atrapalhadas por duas greves dos mecânicos que trabalhavam na montagem dos motores, em agosto de 1912 e março de 1913, mas o couraçado foi lançado ao mar no prazo em 30 de novembro de 1913. Seus testes marítimos ocorreram entre março e abril de 1914 e ele foi comissionado na Marinha Austro-Húngara em 8 de julho de 1914, apenas dez dias depois do assassinato do arquiduque Francisco Fernando, o herdeiro presuntivo do trono austro-húngaro, no evento que deu início à Primeira Guerra Mundial.

### Primeira Guerra

#### Início
A assistência da frota austro-húngara foi logo requerida pela Divisão Mediterrânea alemã, que era formada pelos cruzadores SMS Goeben e SMS Breslau. Os navios alemães estavam tentando fugir de Messina, onde estavam se reabastecendo antes do início da guerra. Embarcações britânicas começaram a se reunir perto de Messina nas primeiras semanas de agosto em uma tentativa de prender os alemães. A Áustria-Hungria ainda não tinha mobilizado sua frota, porém uma força foi reunida, composta por vários navios de guerra, dentre eles o Prinz Eugen e seus irmãos. O alto-comando austro-húngaro não queria instigar uma guerra contra o Reino Unido, assim ordenou que sua frota evitasse as embarcações britânicas e apenas apoiasse os navios alemães abertamente enquanto estivessem em águas austro-húngaras. O Goeben e o Breslau partiram de Messina em 7 de agosto e a frota austro-húngara partiu para Brindisi a fim de encontrar-se com os alemães e escoltá-los até um porto aliado na Áustria-Hungria. Os alemães acabaram seguindo para o Império Otomano e a frota austro-húngara, em vez de acompanhá-los até o Mar Negro, voltou para sua base naval em Pola.
Reino Unido e França declararam guerra contra a Áustria-Hungria em 11 e 12 de agosto, respectivamente. O Prinz Eugen e o restante da frota austro-húngara pouco fizeram depois da fuga do Goeben e Breslau, passando a maior parte de seu tempo ancorados em Pola. Essa inatividade se deu por vários motivos, como temores de minas navais no Adriático, medo que um confronto direto contra a Marinha Nacional Francesa fosse enfraquecer a Marinha Austro-Húngara a ponto de permitir livre operação para a Marinha Real Italiana, um bloqueio anglo-francês do Mar Adriático na forma da Barragem de Otranto e escassez de carvão. Este último elemento vinha do fato de que 75% do suprimento de carvão da Áustria-Hungria era comprado do Reino Unido. Consequentemente, os navios austro-húngaros foram empregados como uma frota de intimidação, fazendo com que as principais embarcações da marinha, incluindo o Prinz Eugen, permanecessem atracadas a menos que as circunstâncias exigissem sua ação.

#### Ancona

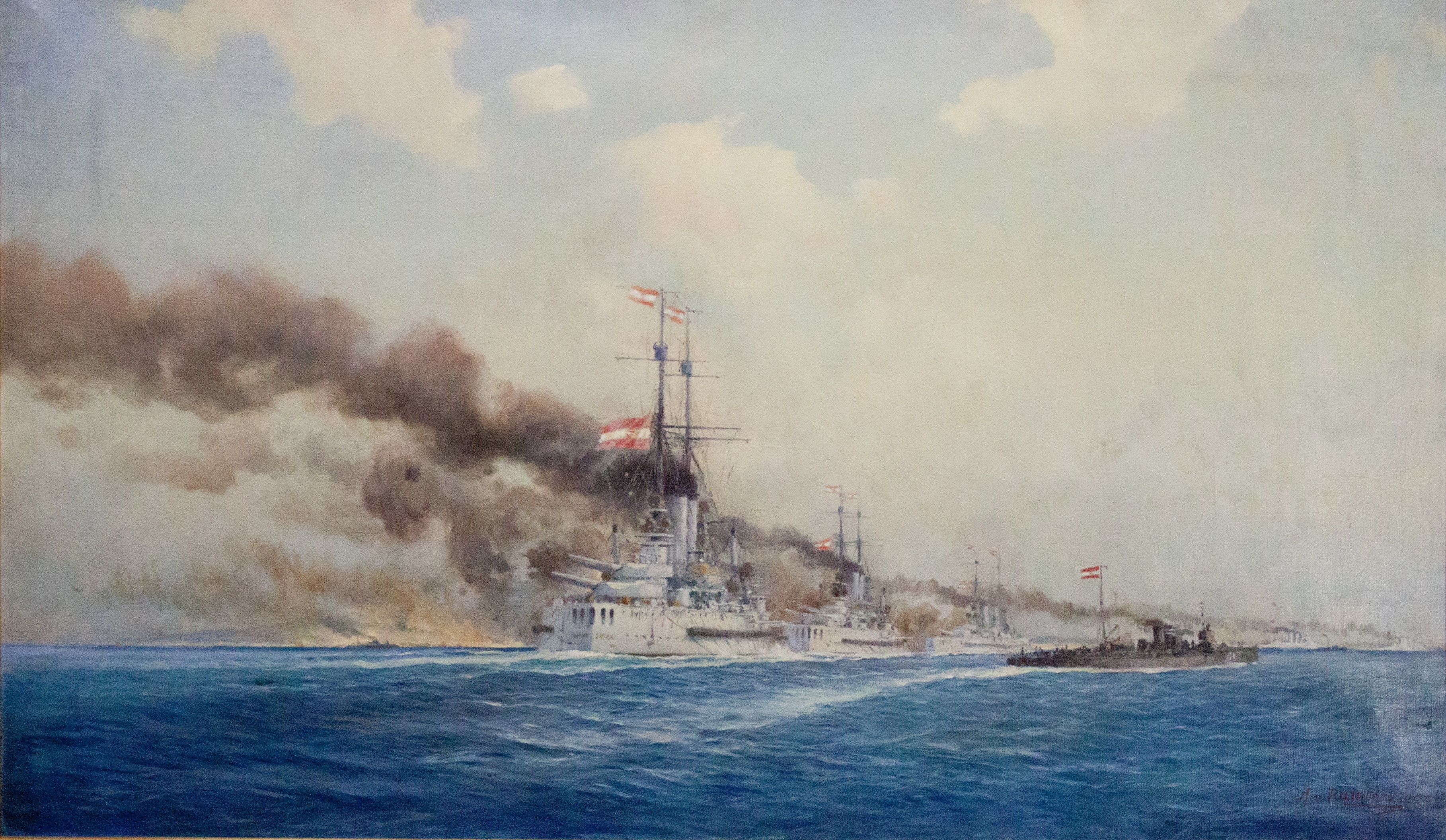
Pintura de August von Ramberg do Viribus Unitis, Tegetthoff e Prinz Eugen participando do bombardeio de Ancona em maio de 1915

A Itália negociou com os Aliados sua entrada no conflito em abril de 1915. Os italianos renunciaram sua aliança prévia com a Alemanha e Áustria-Hungria em 4 de maio, dando a todos um aviso adiantado de que a Itália estava se preparando para entrar em guerra contra eles. O almirante Anton Haus, Comandante da Marinha Austro-Húngara, fez preparações a fim de enviar suas principais embarcações para o Adriático e realizar um grande ataque contra a Itália assim que a guerra fosse declarada. A declaração ocorreu em 23 de maio, com a frota austro-húngara, incluindo o Prinz Eugen, deixando Pola entre duas e quatro horas depois da declaração ter sido recebida, seguindo para bombardear a costa italiana.
Enquanto partes da frota foram destacadas para atacarem alvos secundários ao longo da província de Ancona, a força principal da Marinha Austro-Húngara, liderada pelo Prinz Eugen e seus irmãos, foi bombardear a cidade de Ancona. Os membros da Classe Tagetthoff foram acompanhados pelo SMS Erzherzog Franz Ferdinand e pelos pré-dreadnoughts das classes Habsburg e Erzherzog Karl. A operação foi um grande sucesso, com a infraestrutura portuária e militar de Ancona e das cidades vizinhas tendo sido seriamente danificada. Toda a frota retornou em segurança para Pola algumas horas depois.

#### Restante

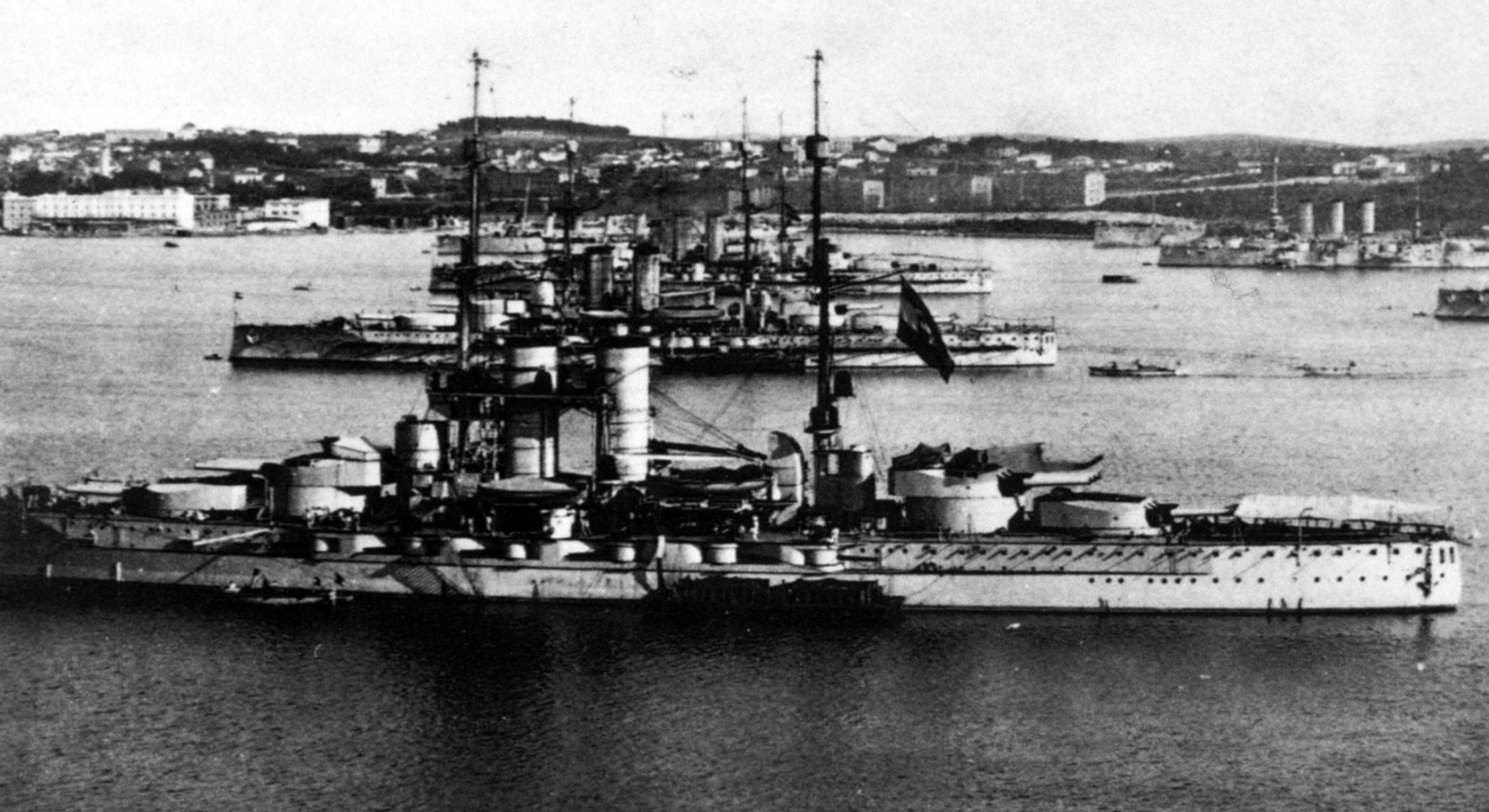
Os três primeiros couraçados da Classe Tegetthoff atracados em Pola em 1915

Devido à escassez de carvão e à Barragem de Otranto, os navios foram incapazes de participarem de grandes operações ofensivas depois de Ancona, assim foram relegados a defender o litoral da Áustria-Hungria. Haus morreu em fevereiro de 1917 e foi sucedido no comando da marinha pelo almirante Maksimilijan Njegovan, que continuou com a mesma estratégia de empregar as embarcações austro-húngaras como uma frota de intimidação promovida por seu predecessor. O momento mais significativo para o Prinz Eugen nesse período ocorreu em junho de 1917, quando o imperador Carlos I realizou uma revista formal da frota. Além dessa ocasião, as únicas outras ações que a base naval de Pola e o navio participaram desde o bombardeio de Ancona foi enfrentar mais de oitenta ataques aéreos realizados pelo recém-formado Corpo Aeronáutico Militar italiano.
Njegovan foi tirado de seu posto em fevereiro de 1918, sendo substituído pelo contra-almirante Miklós Horthy. Ele começou a reorganizar a marinha de acordo com sua visão, também tirando a frota do porto com o objetivo de realizarem exercícios de manobra e artilharia regularmente. Foram as maiores operações que a marinha tinha feito desde o início da guerra. Essas ações tinham a intenção de restaurar a ordem depois de vários motins fracassados, mas também para preparar a frota para uma grande operação ofensiva. Horthy resolveu realizar uma grande ofensiva com a frota a fim de abordar a moral baixa e o tédio dos marinheiros, além de facilitar a saída de u-boots austro-húngaros e alemães do Adriático para o Mediterrâneo. Ele concluiu que a frota estava pronta depois de meses de exercícios, marcando a ofensiva para o início de junho de 1918.
O plano de Horthy era atacar a Barragem de Otranto com uma grande frota de couraçados, barcos torpedeiros, contratorpedeiros e cruzadores. O Prinz Eugen e o SMS Viribus Unitis partiram para o sul junto com os elementos principais de sua frota em 8 de junho, enquanto o SMS Tegetthoff, SMS Szent István e suas escoltas partiram no dia seguinte. A ideia era para que os membros da Classe Tegetthoff se unissem e usassem seu poder de fogo combinado para destruir a barragem e enfrentar quaisquer embarcações aliadas que encontrassem. Em 10 de junho, enquanto Tegetthoff e o Szent István seguiam para Islana a fim de se encontrarem com seus dois irmãos, eles foram avistados por duas lanchas torpedeiras italianas voltando de uma patrulha de rotina. O Szent István foi torpedeado duas vezes e naufragou. Horthy, temendo mais ataques de lanchas ou contratorpedeiros italianos, além da chegada de possíveis couraçados Aliados, achou que o elemento surpresa tinha sido perdido e cancelou o ataque.

### Pós-guerra

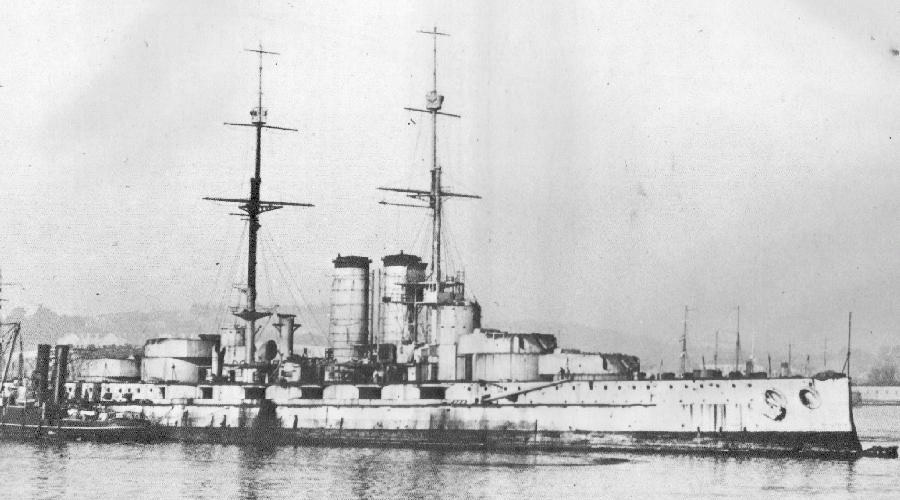
O Prinz Eugen sob domínio francês c. 1920, com seus canhões principais removidos

Ficou claro em outubro de 1918 que a Áustria-Hungria estava a beira da derrota. Consequentemente, o governo austro-húngaro decidiu transferir pacificamente a maior parte de sua frota para o recém declarado Estado dos Eslovenos, Croatas e Sérvios. Isto foi considerado uma melhor opção do que entregá-la para os Aliados, pois o novo país tinha declarado neutralidade e não tinha derrubado Carlos, assim ainda existia a possibilidade de reformar o império em uma monarquia tripla. A transferência ocorreu em 31 de outubro, porém ela não foi reconhecida pelo Armistício de Villa Giusti, assinado em 3 de novembro. O Tratado de Saint-Germain-en-Laye de 10 de setembro 1919 estipulou que o Prinz Eugen fosse entregue para a França. A Marinha Nacional Francesa removeu os armamentos principais para inspeção e depois usou a embarcação como alvo de tiro; primeiro foi sujeito a um teste de bombardeamento aéreo e depois afundado pelos couraçados Paris, Jean Bart e France perto de Toulon em 28 de junho de 1922, exatamente oito anos depois do assassinato do arquiduque Francisco Fernando.
Duas décadas depois do fim da Primeira Guerra, o chanceler alemão Adolf Hitler usou a história naval austro-húngara a fim de obter o apoio público austríaco após a anexação da Áustria pela Alemanha Nazista em março de 1938. Dessa forma, ele decidiu dar um nome que soasse "austríaco" para um cruzador pesado alemão que estava em construção na época. O navio inicialmente seria chamado de Tegetthoff, porém surgiram preocupações de que isso poderia insultar a Itália e Benito Mussolini, pois Wilhelm von Tegetthoff tinha vencido a Batalha de Lissa contra os italianos, assim a Marinha de Guerra alemã nomeou a embarcação como Prinz Eugen. Ele foi lançado ao mar em agosto de 1938, com Hitler e o governador austríaco Arthur Seyss-Inquart tendo comparecido a cerimônia. Também presente estava Horthy, então Regente da Hungria e ex-comandante do Prinz Eugen austríaco, com sua esposa Magdolna tendo realizado o batismo da nova embarcação.